# تمارا سمير البغدادي

[[
|تصغير]]

تمارا سمير البغدادي
النبذة التعريفية

تمارا سمير البغدادي (مواليد ١٩٧٨) هي رائدة أعمال أردنية وخبيرة في قطاع الصناعات المتوسطة والصغيرة وأكاديمية، الشريك المؤسس والمدير التنفيذي للعمليات لشركة ريمارا باك للتعبئة والتغليف. تُعتبر شركتها أول من ابتكر وطور صناعة تعبئة وتغليف مستهلكات الطعام للاستعمال الواحد، وأول من أدخل هذا المفهوم تجارياً في السوق الأردني عام 2005. حاصلة على دكتوراه في إدارة القيادة من جامعة أوفيديو/إسبانيا، لها العديد من المقالات المنشورة في عدة صحف محلية ودولية منها هافينغتون بوست، متحدثة في مجال حقوق المرأة والقضايا الاقتصادية والصناعية. تُعتبر من الشخصيات الرائدة في كسر الحواجز أمام المرأة الأردنية في القطاع الصناعي التقليدي. كُرمت من سمو الأمير مرعد بن رعد عام 2023 لجهودها من خلال شركتها في تشغيل الأشخاص ذوي الإعاقة، واختيرت شركتها عام 2024 كدراسة حالة من قبل الوكالة الألمانية للتعاون الدولي وهيئة الأمم المتحدة للمرأة كنموذج للأعمال الشاملة وتمكين المرأة.
الخلفية التعليمية والأكاديمية
المؤهلات العلمية:
•	بكالوريوس الآداب في اللغة الإنجليزية والترجمة
•	ماجستير في إدارة القيادة (Leadership Management) 
•	دكتوراه في إدارة القيادة (Leadership Management) من جامعة أوفيديو، إسبانيا
•	دبلوم في الابتكار وريادة الأعمال والقيادة من مؤسسة IMFAHE Foundation بالتعاون مع جامعة أوفيديو (2024)
•	شهادة PMD Pro معتمدة من APMG International، المملكة المتحدة
•	شهادة MEAL للمنظمات غير الحكومية من الجامعة الألمانية الأردنية
المنصب الحالي:
•	الشريك المؤسس والمدير التنفيذي للعمليات (COO) لشركة ريمارا باك
الشركات والمشاريع:
الشريك المؤسس لشركة RimaraPak (٢٠٠٥-الحاضر)
•	الشريك المؤسس (مع شقيقتها) لأول مشروع ابتكر وطور صناعة تعبئة وتغليف أدوات المائدة البلاستيكية للاستعمال الواحد، وأول من أدخل هذا المفهوم تجارياً في السوق الأردني
•	شركة تصنيع صناعي رائدة متخصصة في إنتاج أدوات المائدة البلاستيكية والتعبئة والتغليف
•	بدأت كشركة تعبئة وتغليف وتوسعت لتشمل خطوط إنتاج البلاستيك المتاح للاستعمال الواحد
•	تصنيع المناديل الصحية والمناديل المبللة المعقمة والمعطرة بأحجام متعددة
•	تصنيع وتغليف مستهلكات طعام قابلة للتحلل بشكل كامل 100%
•	تخدم قطاعات ) B2B المطاعم، المستشفيات، الفنادق، خطوط الطيران)
•	تستهدف قطاعات ) B2C المتاجر الكبرى، محلات الحلويات، المناسبات الخاصة)
شريك في مصانع الماس البلاستيكية (1999-الحاضر)
•	خبرة تزيد عن 25 عاماً في القطاع الصناعي
•	تخصص في الصناعات البلاستيكية والتعبئة والتغليف
المبادرات الاجتماعية الرائدة:

مبادرة "اصنعي مستقبلك" (Create Your Future)
•	برنامج قروض تعليمية بدون فوائد لموظفات شركة ريمارا باك من خلفيات مهمشة
•	ترتيبات عمل مرنة للسماح بحضور الدروس
•	نجاحات موثقة: خريجات في القانون، التمريض، الأدب الإنجليزي، تكنولوجيا المختبرات الطبية، والأمن السيبراني
مبادرة "ومضات الأمل" (Glimmers of Hope)
•	توظيف وإدماج النساء ذوات الإعاقة في بيئة عمل شاملة بشركة ريمارا باك
•	تدريب جميع الموظفات على التعامل مع ذوات الإعاقة
•	تخصيص سرعات الآلات وفق احتياجات الموظفات ذوات الإعاقة
•	تحقيق إنتاجية متساوية مع الموظفات الأخريات

بيئة عمل 100% نسائية
•	كسر الحواجز التقليدية وإعادة تعريف الأدوار الجندرية
•	تمكين النساء من أداء أدوار تقليدياً "ذكورية" مثل الصيانة التقنية
•	بيئة عمل آمنة وداعمة خالية من التحرش والتنمر
•	كسر الحواجز في قطاع صناعي يهيمن عليه الرجال
•	إثبات قدرة المرأة الأردنية على قيادة وإدارة الأعمال الصناعية بنجاح
•	بناء سمعة قوية في سوق أدوات المائدة في الأردن والمنطقة
النشاط الإعلامي والكتابة
النشاط الأكاديمي والبحثي:

•	باحثة نشرت عدة أوراق بحثية أكاديمية 
•	مشاركة في المؤتمر الأكاديمي XIII JORNADAS DE INVESTIGACIÓN "RESEARCH  MATTERS" في جامعة أوفيديو، إسبانيا (2023) ببحث "تصورات القيادة الأكاديمية للنساء في المناصب العليا في التعليم العالي: عوائق صعود النساء للقيادة" وحصلت على شهادة تقدير من الجامعة
•	كاتبة مستقلة في عدة صحف ومنشورات رئيسية:
o	(Huffington Post) هافينغتون بوست
o	صحيفة الجزيرة
o	صحيفة الرياض
o	صحيفة رأي اليوم
المنصات الإعلامية:
•	حقوق الإنسان والمرأة
•	القضايا الاقتصادية والصناعية
•	العدالة الاجتماعية
•	تمكين المرأة في الأعمال
الجوائز والتكريمات
الإنجازات المعترف بها دولياً:
2017
•	جائزة Stamp Award ETW75 من برنامج EMPRETEC التابع للأمم المتحدة
2018
•	لقب "المرأة الملهمة لعام 2018" (Inspirational Woman of the Year) ومنحة Inspire Scholarship من Dearin & Associates، أستراليا ضمن برنامج تسريع الأعمال (Business Acceleration Program)
2020
•	تم تكريمها كجزء من Network Mosaic Tribute for Journalist من ICFJ/CNN
2023
•	تكريم ملكي من سمو الأمير مرعد بن رعد بن زيد (كبير الأمناء، رئيس المجلس الأعلى لحقوق الأشخاص ذوي الإعاقة) لجهود شركة RimaraPak في تشغيل وإدماج الأشخاص ذوي الإعاقة في بيئة العمل ضمن أطر قانونية وإنسانية
2024
•	تكريم في حفل اختتام المؤتمر الوطني لتمكين المرأة والطريق إلى المشاركة الكاملة لمشاركة شركة RimaraPak في مشروع "علامة صديقة للمرأة"
•	تكريم من منظمة WomenInPlastics العالمية لريادتها وتميزها واهتمامها بالنساء ذوات الإعاقة
•	نشر دراسة حالة رسمية عن شركة RimaraPak من قبل الوكالة الألمانية للتعاون الدولي (GIZ) وUN Women  كنموذج للأعمال الشاملة وتمكين النساء من الفئات المهمشة والنساء ذوات الإعاقة
النشاط التنظيمي والمجتمعي
العضويات والمناصب:
•	الشريك المؤسس لمنتدى سوسنة الإبداع (Forum of Iris Creativity) 
•	عضو في ملتقى سيدات الأعمال والمهن الأردني
•	عضو في جمعية الشركات الصغيرة والمتوسطة الأردنية (SMEs)
المشاركات والفعاليات:
•	متحدثة في عدة ندوات وحوارات ومؤتمرات محلية ودولية
•	متحدثة في مؤتمر  IGNITE8 Reimagine Jobs Summit، Spark، أمستردام 2021
•	مديرة جلسة في ملتقى سيدات الأعمال والمهن الأردني "وزارة الصناعة والتجارة وتمكين المرأة الريادية في الأردن" بدعم من Global Affairs Canada (2021)
الرؤية والفلسفة الشخصية
المبادئ الأساسية:
•	الإيمان بقوة الفرد في إحداث التغيير
•	دعم تمكين المرأة لكسر السقف الزجاجي وتحقيق الأهداف
•	جعل العالم مكاناً أفضل، بدءاً من المجتمع المحلي
•	إثبات قدرة المرأة على النجاح في القطاعات التقليدية
الرسالة المهنية:
تسعى تمارا لتكون مثالاً يُحتذى به للمرأة الأردنية والعربية، وإثبات أن المرأة قادرة على تأسيس وإدارة الأعمال الصناعية بنفس كفاءة الرجل، مع الحفاظ على التزامها بقضايا العدالة الاجتماعية وحقوق المرأة.
المراجع: